# Johan Henrik Nebelong
Johan Henrik Nebelong, född 20 juli 1817 i Köpenhamn, död 1 mars 1871 i Köpenhamn, var en dansk arkitekt. Han var bror till Niels Sigfred Nebelong.

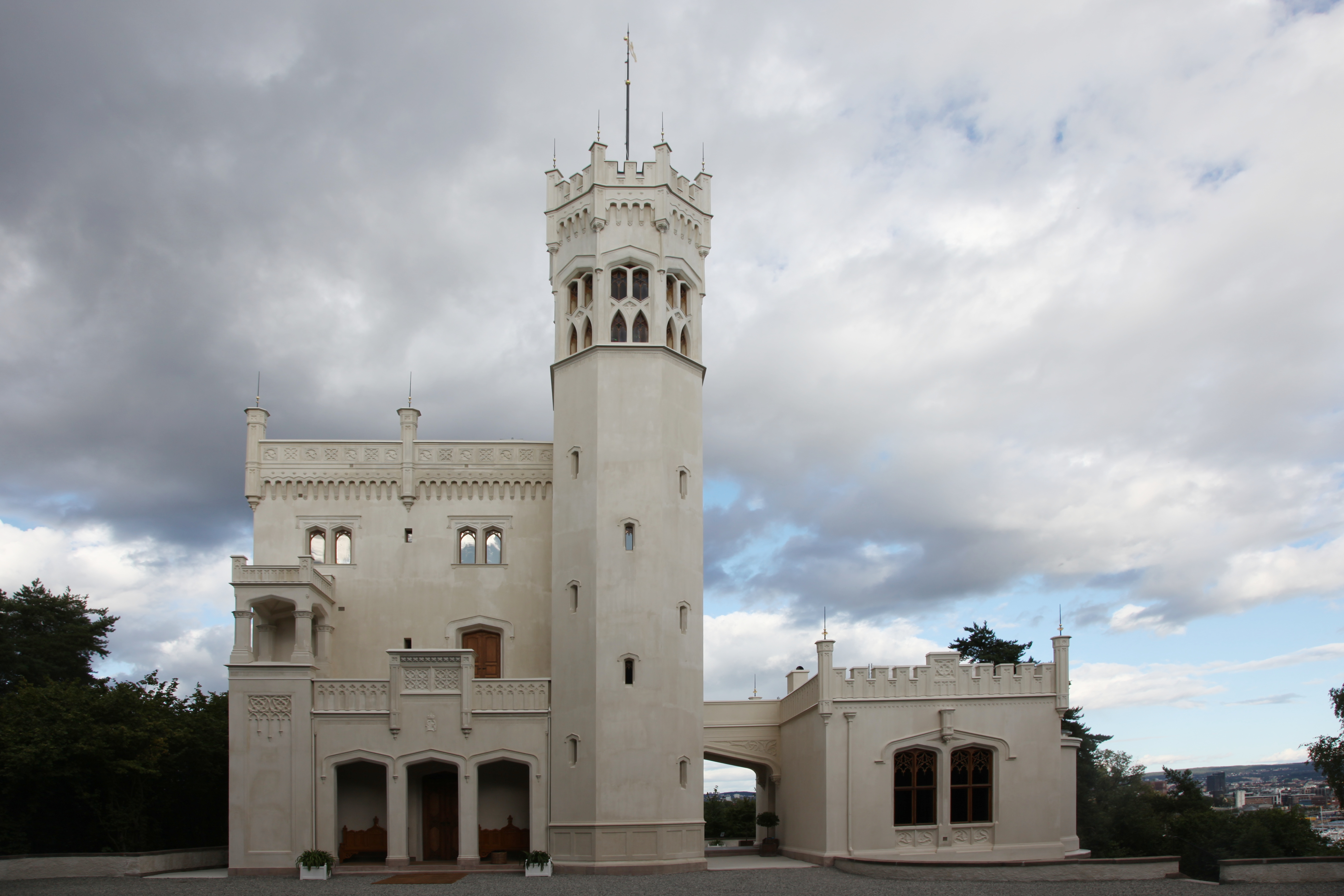
Oscarshall slott.

Nebelong var verksam i Norge 1840-1853. I Norge ritade Nebelong bland annat slottet Oscarshall på Bygdøy och den medeltidsinspirerade kommandantbostaden på Akershus fästning.
Han restaurerade även Hitterdals stavkyrka. Senare blev han lärare i arkitektur vid Konstakademin i Köpenhamn och utförde en mängd byggnader, till exempel ombyggnaden av Jægerspris slott.